# Constant Mayer

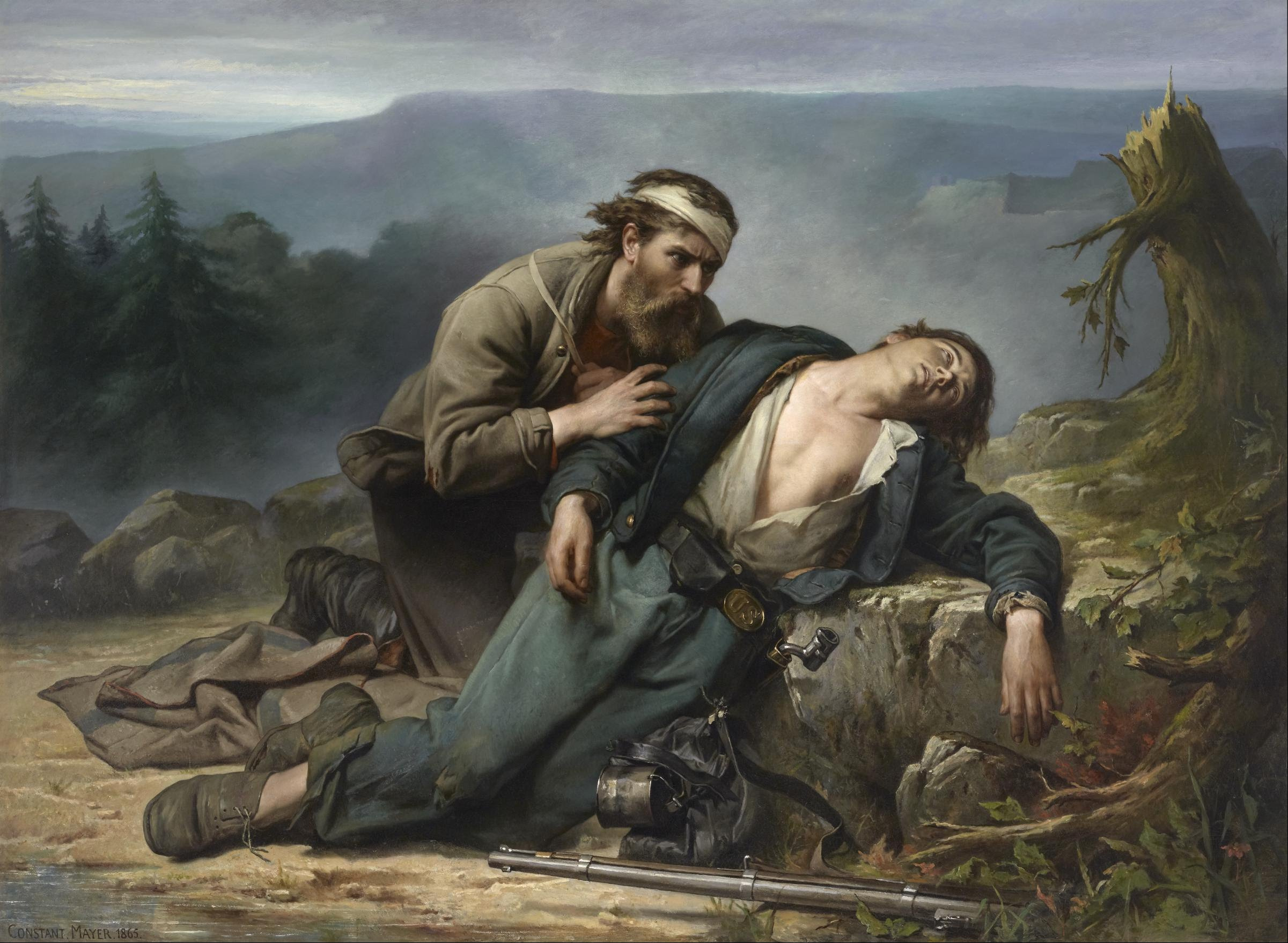
Recognition (1865).

Constant Mayer, né le 3 octobre 1829 à Besançon et mort le 11 mai 1911 à Paris, est un peintre français ayant fait carrière aux États-Unis.

## Biographie
Constant Mayer est né le 3 octobre 1829 à Besançon, d'une famille juive de la cité. Il quitte la capitale comtoise pour étudier à l'École des Beaux-Arts de Paris avec notamment pour professeur Léon Cogniet, et reste sur place jusqu'en 1854 avant de partir pour New York. 
IL travaille alors comme coloriste au studio de photographie de Jeremiah Gurney et C.D. Fredericks au 340 Broadway à Manhattan. Il ouvre ensuite son propre atelier au 1155 Broadway et expose ses œuvres. Il se fait connaître en Amérique d'abord comme portraitiste. Il fît le portrait de gens connus de la république comme le général Grant ou le général Sheridan, commandant en chef des armées.
Il se trouve élu associé de l'Académie américaine de design en 1866 et également membre de l'American Art-Union (en).
Au salon de Paris en 1869, il envoya deux tableaux Une femme Iroquoise et surtout La Rencontre, épisode de la guerre de Sécession. Ce dernier lui valut d'être fait Chevalier de la Légion d'honneur. 
Constant Mayer retourne définitivement à Paris en 1895, où il meurt en 1911. Dans son testament, il a laissé une grande partie de ses biens à des projets caritatifs dont des orphelinats juifs. Plusieurs de ses réalisations figurent dans les collections de musées de renommée mondiale, tels que le Metropolitan Museum of Art.

## Œuvres
- Beggar-Girl (1863)
- Consolation (1864)
- Recognition (1865)
- Good Words (1866)
- Riches and Poverty
- Maud Muller
- Street Melodies (1867)
- Early Grief (1869)
- Oracle of the Field
- Song of the Shirt (1875)
- Song of the Twilight (1879)
- In the Woods (1880)
- The Vagabonds (1881)
- Lord's Day (1883)
- Lawn Tennis (1883)
- Mandolin Player (1884)
- First Grief (1885)
- The First Communion (1886)
- Rêves lointains ou paysanne songeuse (1899), huile sur toile, 116 x 90 cm, Gray (Haute-Saône), musée Baron-Martin